# بيلي هيوز (لاعب كرة قدم بريطاني)
بيلي هيوز (بالإنجليزية: Billy Hughes)‏ (3 مارس 1929 بغلاسكو في المملكة المتحدة - 17 أكتوبر 2003) هو لاعب كرة قدم بريطاني في مركز جناح ‏. لعب مع نادي يورك سيتي ونيوكاسل يونايتد.